# Once Upon a Honeymoon
Once Upon a Honeymoon is een Amerikaanse filmkomedie uit 1942 onder regie van Leo McCarey.

## Verhaal
Het jaar is 1938. In de voordagen van de Tweede Wereldoorlog werkt Kathie O'Hara als danseres in de burleske en is razend enthousiast als ze in Wenen zich verlooft met de Oostenrijkse baron Von Luber, die denkt dat ze een hoogstaande Amerikaanse socialite is. Correspondent Pat O'Toole vermoedt dat de baron een nazi-sympathisant is en probeert bewijs te ontlokken bij O'Hara, maar zij weet van niets en steekt haar kop in het zand. Ze ziet blind van liefde en kan niet genoeg krijgen van de dure cadeaus die ze krijgt van haar minnaar. Ondanks een waarschuwing van Von Luber om uit de buurt te blijven, volgt O'Toole het kersverse koppel naar Praag, alwaar ze in het huwelijksbootje treden. 
Na de Anschluss reist Von Luber naar Warschau, waar hij onechte wapens verkoopt aan de Poolse generaal Borelski. Pas nadat O'Toole hem waarschuwt voor de valse intenties van Von Luber, komt Borelski tot de ontdekking dat hij is bedrogen. Echter, als hij de regering op de hoogte besluit te stellen hiervan, wordt hij alsmede een nazi-assistent in opdracht van Von Luber geëxecuteerd. De baron wordt gevangengezet, waarna O'Toole en O'Hara besluiten om het land te ontvluchten. Ze passeren Noorwegen, Nederland en België, en zijn constant op zoek naar een nieuwe schuilplaats als elk van de landen stuk voor stuk in handen van de Duitsers valt.
Omdat O'Hara haar paspoort had vervalst en geschonken aan een joodse kamermeisje, moet ze na aankomst in Parijs een nieuw paspoort laten maken. De fotograaf, Gaston Le Blanc, blijkt een Amerikaanse spion te zijn en overtuigt O'Hara om terug te keren naar haar echtgenoot om informatie te winnen. Ondertussen moet O'Toole onder dwang van de baron nazipropaganda verspreiden via de radio. O'Hara wordt ondertussen samen met Le Blanc betrapt en onder huisarrest betrapt. Het joodse kamermeisje Anna helpt haar te ontsnappen. Tijdens een radio-uitzending wekt O'Toole de indruk dat Von Luber het regime van Adolf Hitler wil omvergooien, waarna de baron wordt gearresteerd. 
O'Toole en O'Hara keren terug naar de Verenigde Staten en komen tot hun grote schrik Von Luber tegen, die zijn eigen hachje wist te redden. Na een worsteling valt Von Luber overboord en verdrinkt.

## Rolverdeling
| Acteur            | Personage             |
| ----------------- | --------------------- |
| Cary Grant        | Patrick O'Toole       |
| Ginger Rogers     | Kathie O'Hara         |
| Walter Slezak     | Baron Franz von Luber |
| Albert Dekker     | Gaston Le Blanc       |
| Albert Bassermann | Generaal Borelski     |
| Ferike Boros      | Elsa                  |
| John Banner       | Kapitein von Kleinoch |
| Harry Shannon     | Ed Cumberland         |
| Natasha Lytess    | Anna                  |

## Achtergrond
De filmstudio RKO wilde al tijdenlang een anti-nazi-film maken en gaf Leo McCarey opdracht om een verhaal te leveren. De film werd tussen april en juli 1942 opgenomen. Omdat Cary Grant en Ginger Rogers het niet eens werden over wie als eerste zou worden genoemd in de advertenties, werd de film bijna niet uitgebracht. Uiteindelijk werd een compromis geleverd; op de ene helft van de advertenties zou Grants naam als eerste verschijnen en vice versa.